# Eremobothynus bicuspis
Eremobothynus bicuspis är en skalbaggsart som beskrevs av S. Endrödi 1970. Eremobothynus bicuspis ingår i släktet Eremobothynus och familjen Dynastidae. Inga underarter finns listade i Catalogue of Life.